# Hyptiotes affinis
Hyptiotes affinis là một loài nhện trong họ Uloboridae.
Loài này thuộc chi Hyptiotes. Hyptiotes affinis được Friedrich Wilhelm Bösenberg & Embrik Strand miêu tả năm 1906.

## Hình ảnh

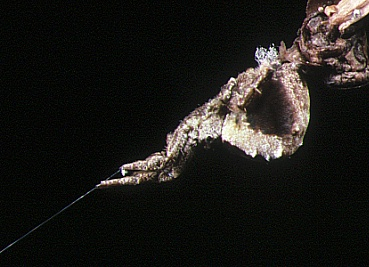
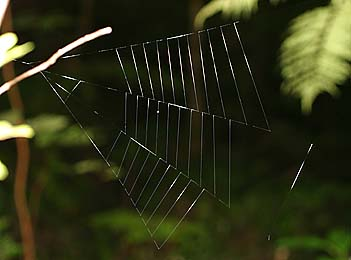